# Inmigración argentina en Uruguay
La inmigración argentina en Uruguay se refiere al asentamiento de población de origen argentino en territorio uruguayo. El movimiento inició con el establecimiento de ambos países en las primeras décadas del siglo XIX, y ha sido constante a lo largo del tiempo, por lo cual, la comunidad argentina se ha posicionado como uno de los grupos migrantes más significantes de Uruguay. 
Debido a las similitudes entre ambos países en términos de lenguaje, costumbres y tradiciones, así como por su historia común, la inmigración argentina ha sido tradicionalmente bien recibida en Uruguay, además de resultar imperceptible en la mayoría de los casos. En 2011, las cifras del censo de población determinaron que en Uruguay vivían 26.782 argentinos.

## Historia

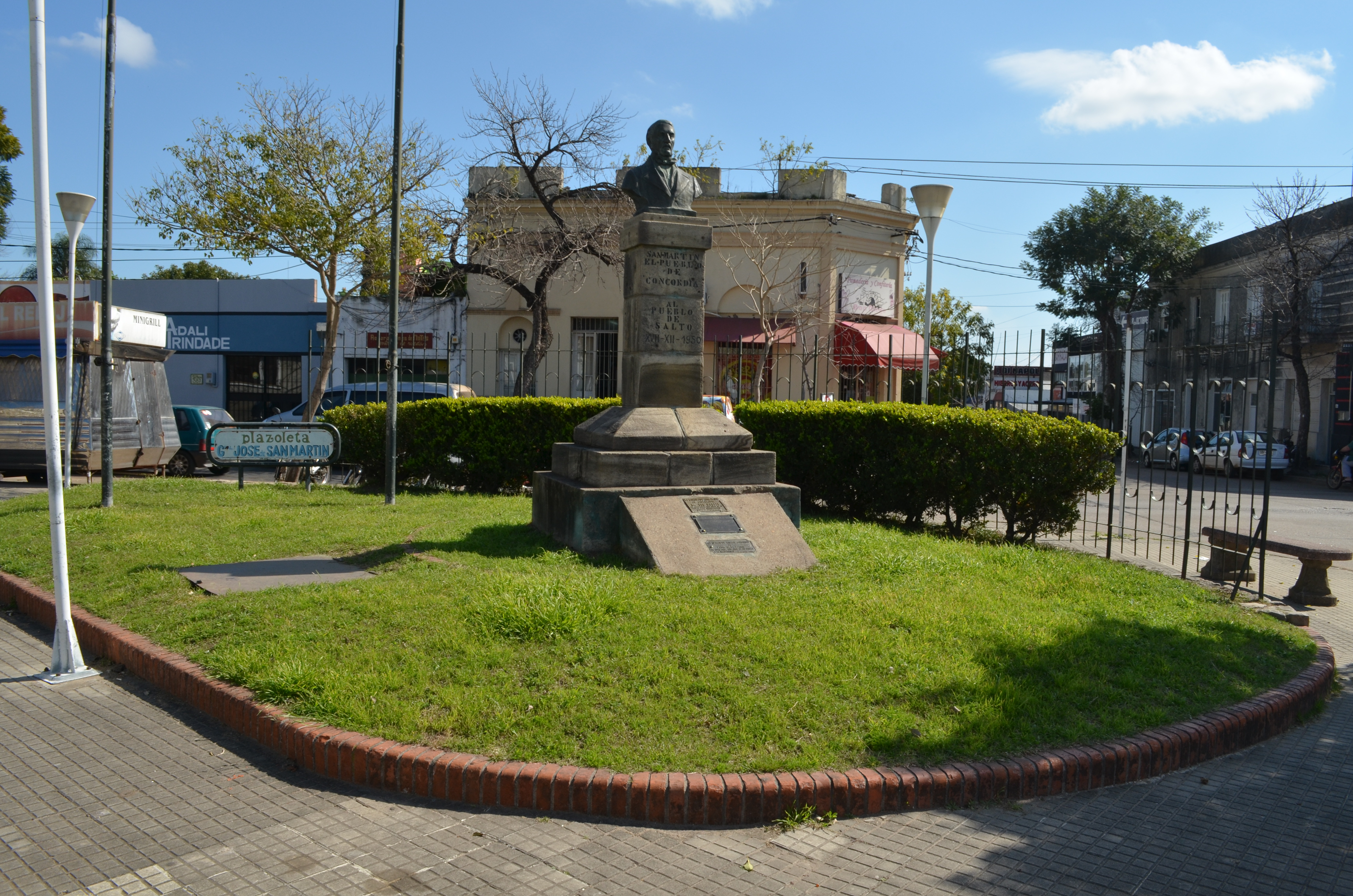
Monumento en honor a José de San Martín —prócer argentino— en Montevideo.

La historia de Uruguay y de Argentina se encuentran estrechamente vinculadas desde la etapa colonial, en tanto ambos territorios formaban parte del Virreinato del Río de la Plata. Tras la lucha independentista y el establecimiento cada país como un Estado independiente, el intercambio económico, político y social continuó; a partir de la segunda mitad del siglo XIX, ambos países recibieron grandes oleadas de inmigración europea, especialmente de españoles e italianos, que dieron forma a la identidad cultural rioplatense, y contribuyeron a las similitudes entre ambas naciones, en términos de lenguaje y tradiciones.
Entre los inmigrantes argentinos del siglo XIX, destacan el jurista Tristán Narvaja, redactor del Código Civil de Uruguay en 1868, y el abogado y político Alfredo Vásquez Acevedo, cofundador de la Sociedad de Amigos de la Educación Popular, la cual estableció la Escuela y Liceo Elbio Fernández.
Desde inicios del siglo XX, la costa uruguaya —principalmente la del departamento de Maldonado— ha sido un popular destino de vacaciones estivales para argentinos, entre otras nacionalidades de la región. El balneario de Punta del Este, que ha sido referida como "El Mónaco del Sur", es la localidad principal, recibiendo cientos de miles de turistas cada año, incluyendo un gran número de celebridades. Con el paso de los años y el amplio desarrollo inmobiliario, una considerable cantidad de inmigrantes provenientes de Argentina se han radicado permanentemente en la zona. En 1978 se estableció allí el Instituto Uruguayo-Argentino, un colegio privado mixto y bilingüe.
Ambos países son miembros del Mercosur, lo cual facilita el tránsito de personas por las fronteras, sin necesidad de presentar pasaporte. Hacia 2010, se estimaban unos 10.000 argentino-uruguayos. El censo uruguayo de 2011 reveló que unas 26.782 personas declararon Argentina como su país de nacimiento.
Debido a la crisis económica iniciada en 2018 en Argentina, se inició una nueva oleada de inmigración hacia Uruguay, la cual se se vio acentuada por la pandemia de COVID-19. Según cifras del gobierno uruguayo, entre enero de 2020 y febrero de 2022, 23.119 argentinos solicitaron una residencia permanente en el país, representando el 60% del total de las solicitudes.
 Datos de ambos países señalaron que solo alrededor de 700 argentinos se establecieron de forma permanente en Uruguay entre 2021 y 2023.En 2022, se afirmó que Colonia iba a hacer un barrio llamado 'Colonia Ala Este' dicho barrio fue anunciado durante tres décadas. Al año 2023 aún no habían comenzado las obras. Desde junio de 2023 Carlos Moreira y el empresario argentino Eduardo Batistta se encuentran bajo investigación por la justicia uruguaya por lavado de dinero a través de sociedades inmobiliaria. Eduardo Batistta fue funcionario público en Argentina en el periodo 2015 al 2019 y se encontraba prófugo en Uruguay desde diciembre de 2019 mientras estaba imputado en Argentina en una causa por abuso de autoridad, lavado de dinero, malversación de fondos públicos y financiamiento irregular.
La mayoría de estos inmigrantes se estableció en los departamentos de Canelones, Montevideo y Maldonado.
El movimiento migratorio desde Argentina a Uruguay también ha incluido una considerable cantidad de judíos argentinos, que se han establecido principalmente en el departamento de Maldonado, sumándose a la prominente comunidad judía uruguaya ya existente en la zona. En los últimos años del siglo XIX se había producido un fenónemo similar con la llegada a Montevideo de un gran número de sefardíes y asquenazíes provenientes de Buenos Aires.